# Station Nieuwstadt
Station Nieuwstadt is een voormalig spoorwegstation in Nieuwstadt liggend aan Staatslijn E tussen Susteren en Sittard. Het station werd geopend op 28 september 1897. Op 15 mei 1938 werd het station gesloten. Tussen 1 mei en 14 november 1940 was het station tijdelijk open. Daarna volgde de definitieve sluiting.
Het stationsgebouw werd uiteindelijk in 1960 gesloopt. Het gebouw leek veel op het nog bestaande, maar eveneens gesloten station Belfeld.
Beek-Elsloo ·
Blerick · 
Bunde · 
Chevremont · 
Echt ·
Eijsden ·
Eygelshoven ·
-Markt · 
Geleen:
-Lutterade · 
-Oost · 
Heerlen ·
-Woonboulevard ·
Hoensbroek · 
Horst-Sevenum · 
Houthem-Sint Gerlach · 
Kerkrade Centrum ·
Klimmen-Ransdaal · 
Landgraaf · 
Maastricht ·
-Noord · 
-Randwyck · 
Meerssen ·
Mook-Molenhoek ·
Nuth · 
Reuver · 
Roermond ·
Schin op Geul · 
Schinnen · 
Sittard · 
Spaubeek · 
Susteren · 
Swalmen · 
Tegelen · 
Valkenburg · 
Venlo · 
Venray ·
Voerendaal · 
Weert
Voormalige stations: zie de lijst van voormalige spoorwegstations in Limburg (Nederland)